# 塔巴里
穆罕默德·伊本·贾里尔·塔巴里（波斯語：‎，阿拉伯语：‎，839年—923年2月17日）又译泰伯里、塔百里、塔巴里、拓犮黎，出生于塔巴里斯坦（今伊朗里海南岸地区），穆斯林学者。

## 生平
塔巴里曾游学於伊拉克、叙利亚、埃及等地的主要学术中心，并从无数学者和图书馆那里搜集各种口传和书面资料。后定居巴格达，从事讲学和写作。
他將講課內容整理為《歷代先知與帝王史》，Tarikh al-Rusul wa al-Muluk），叙述从創世紀至公元915年的历史。在編撰此書時，塔巴里忠實地記下了所有他找到的史料，並常把不同來源的史料混在一起敘述，然而他並未額外註記何筆史料較為可信。此外，塔巴里在敘述與他時期相近的事件時往往過於簡略，與他相同時期的事件甚至以寥寥數語帶過。即使如此，後世伊斯蘭史學家仍多視該書為重要參考，如伊本·艾西爾在撰寫歷史大全時，便以塔巴里的著作為藍本，整理伊斯蘭最初三百年(公元7-10世紀)的史料。
塔巴里另著有《古兰经注》，按照《古兰经》的顺序逐字解释，把先知穆罕默德、圣门弟子和再传弟子所传法律、词意和历史的解释列在一起。